# القضاة في السعودية
القضاة في السعودية تضمن السعودية لقضاتها استقلالا تاما، حيث لا سلطان عليهم في قضائهم لغير أحكام الشريعة والأنظمة المرعية. وليس لأحد التدخل في القضاء، كما أنهم غير قابلين للعزل إلا في حالات معينة مثل كواديه مخربون سعوديه القريشيه حيوانيه الأنظمة والانقطاع عن العمل والتورط في قضايا الفساد، كما أنهم لا ينقلون إلى وظائف أخرى إلا بموافقتهم أو بسبب ترقيتهم، ولا تجوز مخاصمة القضاة بسبب أعمال وظيفتهم إلا وفق الشروط والقواعد الخاصة بتأديبهم.

## شروط تعيين القضاة
حسب المادة الحادية والثلاثون الواردة في نظام القضاء السعودي الأخير الصادر عام 1428 هـ فإن الشروط التي يجب توافرها في القاضي هي أن يكون سعودي الجنسية بالأصل، وأن يكون حسن السيرة والسلوك، ومتمتعا بالأهلية الكاملة بالقضاء حسب ما نص عليه شرعا. وأن يكون حاصلا على شهادة إحدى كليات الشريعة بالمملكة أو شهادة أخري معادلة لها، بشرط أن ينجح في الحالة الأخيرة في امتحان خاص يعده المجلس الأعلى للقضاء، ويجب أن لا يقل عمر القاضي عن أربعين عاما إذا عُيّن في درجة قاضي استئناف، وعن اثنتين وعشرين سنة إذا عُيّن في إحدى درجات السلك القضائي الأخرى، وأخيرا يجب أن لا يكون محكوما عليه بجريمة مخلة بالدين أو الشرف، أو صدر في حقه قرار تأديبي بالفصل من وظيفة عامة، حتى ولو قد رد إليه اعتباره.
وفي عام 1433 هـ صدرت 6 قواعد لتعيين القضاة الجدد في المحاكم من بينها السماح للحاصلين على شهادة الدكتوراه والماجستير من المعهد العالي للقضاء، ومدرسي الفقه وأصوله في الكليات، والحاصلين على دبلوم دراسات الأنظمة من معهد الإدارة، ممن يحملون إحدى الشهادات من كليات الشرعية بالمملكة.

## درجات السلك القضائي
ملازم قضائي، قاضي (ج)، قاضي (ب)، قاضي (أ)، وكيل محكمة (ب)، وكيل محكمة (أ)، رئيس محكمة (ب)، رئيس محكمة (أ)، قاضي استئناف، رئيس محكمة استئناف، رئيس المحكمة العليا.
يجري التعيين والترقية في درجات السلك القضائي بأمر ملكي بناء على قرار من المجلس الأعلى للقضاء، ويراعي المجلس في الترقية ترتيب الأقدمية المطلقة، وعند التساوي أو انعدام تقارير الكفاية يقدم الأكبر سنا، ولا يجوز أن يرقى عضو السلك القضائي الخاضع للتفتيش، إلا إذا جرى التفتيش عليه مرتين على الأقل في الدرجة المراد الترقية منها، وثبت في التقريرين أن درجة كفايته لا تقل عن المتوسط.
تكون رواتب أعضاء السلك القضائي بجميع درجاتهم وفقا لسلم الرواتب الخاص بهم.

## واجبات القضاة
لا يجوز للقضاة الجمع بين وظيفة القضاء ومزاولة التجارة، أو أي وظيفة أو عمل لا يتفق مع استقلال القضاء وكرامته، ويمنع المجلس الأعلى للقضاء أي قاضي من مباشرة أي عمل يتعارض مع واجبات الوظيفة القضائية وحسن أدائها. ولا يجوز للقضاة أيضا إفشاء أسرار المداولات، ويجب على القاضي الإقامة في البلد الذي فيه مقر عمله، لكن في ظروف استثنائية يجوز للمجلس الأعلى للقضاء لظروف استثنائية أن يرخص للقاضي الإقامة مؤقتا في بلد آخر قريب من مقر عمله. كما لا يجوز للقاضي أن يغيب عن مقر عمله، ولا أن ينقطع عن عمله لسبب غير مفاجئ قبل أن يرخص له في ذلك كتابة.

## تفتيش القضاة
تتم أعمال تفتيش القضاة مرة على الأقل ومرتين على الأكثر كل عام بواسطة إدارة للتفتيش القضائي مكونة من رئيس ومساعد وعدد كاف من القضاة المتفرغين يتم اختيارهم من بين قضاة محاكم الاستئناف ومحاكم الدرجة الأولى. وتقوم هذه الإدارة بالتفتيش على أعمال قضاة محاكم الدرجة الأولى ومحاكم الاستئناف، وجمع البيانات التي تؤدي إلى معرفة كفايتهم ومدى حرصهم على أداء واجباتهم، كما يتضمن التفتيش التحقيق في الشكاوى التي يقدمها القضاة، أو الشكاوى التي تُقدم ضد القضاة بخصوص أعمالهم التي يحيلها إليهم المحصل جلس الأعلى للقضاء.
يكون التفتيش والتحقيق بواسطة عضو قضائي درجته أعلى من القاضي المُفتش عليه أو المحقق معه، أو سابق له في الأقدمية إن كانا في درجة واحدة، ويحصل التحقيق والتفتيش في إدارة التفتيش القضائي أو بالانتقال إلى المحكمة.
يتم تقدير كفاية القاضي بدرجات كالتالي: (متميز، فوق المتوسط، متوسط، أقل من المتوسط).

## معايير أداء القضاة
يتابع المجلس الأعلى للقضاء جميع القضايا اعتمادا على لائحة التفتيش القضائي التي تضم عددا من المعايير: تكييف القضية وصحة السير فيها، وتطبيق الأنظمة والتعليمات، وحسن الصياغة، وتسبيب الأحكام، وصحة الأحكام ودقة شمولها للطلبات، وإنجاز العمل وإتقانه، وأداء الواجبات الوظيفية.

## انتهاء خدمة القضاة
تنتهي خدمة عضو السلك القضائي ببلوغه سن السبعين، أو وفاته، أو قبول استقالته، أو قبول طلبه للإحالة على التقاعد طبقا لنظام التقاعد المدني، أو عدم صلاحيته للقضاء، أو عجزه عن مباشرة عمله بعد انقضاء الإجازة المرضية، أو حصوله على تقدير أقل من متوسط في تقرير الكفاية ثلاث مرات متتالية، أو إنهاء خدماته لأسباب تأديبية.

## أزمة نقص القضاة
تواجه المملكة أزمة نقص القضاة في القطاع العدلية، الأمر الذي يتسبب في تأخر البت في القضايا، ومحكوميات السجناء، كما تظهر العديد من الشكاوى التي تخص نقص الوظائف القضائية والقيادية العليا والوظائف القضائية المعاونة الإدارية والتخصصية، الأمر الذي يجعل القضاة ينشغلون بمهام أخرى، إضافة إلى انخفاض العائد المالي لقاء الجهد الذي يقدمه القاضي، مما يتسبب في تسرب القضاة وطلب الاستقالة، وقد بدأت وزارة العدل خلال العامين الأخيرين مواجهة هذه الأزمة بصدور الكثير من التعيينات الملكية للقضاة وترقيتهم وتحسين أوضاعهم.